# Pietro Princlari
Pietro Princlari (fl. XX secolo) è stato un calciatore italiano, di ruolo attaccante. In alcune fonti risulta noto come Princiari. Soprannominato da Giolitti "U'fenomeno".

## Carriera
Fece il suo esordio con la Juventus contro l'US Torinese il 21 novembre 1920 in una sconfitta per 2-1 in cui segnò anche la sua prima rete, mentre la sua ultima partita fu contro il Carignano il 5 dicembre 1920 in una vittoria per 7-1 dove segnò la sua seconda rete. Nella sua unica stagione bianconera collezionò 3 presenze e 2 reti.
Successivamente si trasferì al Pastore Torino, disputando 14 gare nel campionato di Prima Divisione 1922-1923.

## Statistiche

### Presenze e reti nei club
| Stagione        | Club            | Campionato      | Campionato | Campionato |
| Stagione        | Club            | Comp            | Pres       | Reti       |
| --------------- | --------------- | --------------- | ---------- | ---------- |
| 1920-1921       | Juventus        | Prima Categoria | 3          | 2          |
| Totale Juventus | Totale Juventus |                 | 3          | 2          |
| Totale carriera | Totale carriera |                 | 3          | 2          |